# Défaut du bois
Les défauts du bois, défectuosités du bois ou vices du bois sont les caractéristiques et inconvénients du bois qui concernent tout aussi bien le tronc de l'arbre entier que ses sections individuelles (branches, plateaux débités une fois l’arbre abattu), et qui aggravent ses propriétés et limitent ses possibilités d'utilisation. 

## Défauts naturels
Les défauts naturels (contrairement aux défauts de traitement ) se forment lors de la croissance d'un arbre, en raison de diverses conditions climatiques, du lieu de croissance, des dommages accidentels, du vieillissement naturel, de l'activité des micro-organismes, des parasites et des oiseaux. 
L'influence des défauts sur la qualité du bois est déterminée par son type, sa taille, son emplacement et la destination du bois. Par conséquent, des défauts indésirables dans certaines destinations du bois, peuvent ne pas être pris en compte dans d'autres, et peuvent même être souhaités dans d'autres. Seuls les défauts qui réduisent considérablement la résistance du bois, tels que la pourriture, sont considérés comme inconditionnels. Certains défauts du bois sont utilisés à des fins décoratives dans la fabrication de meubles et d’autres produits. 

## Défauts de traitement
Les défauts de traitement surviennent lors d'une action mécanique sur un arbre ou un bois durant la récolte, le transport, le sciage, etc. C'est le plus grand groupe de vices. 
Il peut par exemple s’agir d’un affaiblissement mécanique à l’intérieur du bois du fait d’une manutention mécanisée trop rude, résultant en du fissurage ou des éclatements au moment du sciage. La détection de tels défauts de traitement, avant commercialisation et sciage, dans le volume des grumes, est donc utile pour réduire les pertes d’exploitation et les litiges. 
Pour détecter et mesurer les défauts de traitement du bois, des méthodes de détection utilisant les rayons gamma ont été développées, ainsi que des méthodes photoélectriques, luminescentes, magnétiques, fluoroscopiques ou encore acoustiques. Malgré les méthodes existantes de détection automatique des défauts du bois, la principale méthode de détermination de la qualité du bois reste visuelle et l’outil le plus fiable est l’observation directe des bois bruts de sciage.